# Hôtel de Montholon
El Hôtel de Montholon es un hôtel particulier ubicado en el 23 boulevard Poissonnière, en el II Distrito de París, Francia.

## Historia
Fue construido en 1785 por François Soufflot le Romain para la esposa de Nicolas de Montholon, presidente del parlamento de Normandía, quien confió el estudio a Jean-Jacques Lequeu que trabajaba como dibujante o inspector en la oficina de la iglesia de Sainte-Geneviève Agencia Soufflot, que se inspiró en el hotel Benoît de Sainte-Paulle, construido en 1773 en el Faubourg Poissonnière por Samson-Nicolas Lenoir.
La fachada se retranquea ligeramente de la alineación para proporcionar una terraza en el primer piso que permite disfrutar de la vegetación del bulevar. Está adornado con un orden colosal de pilastras jónicas.
Fue adquirido por Charles Sallandrouze de Lamornaix, quien lo utilizó como depósito y boutique parisina para las fábricas de alfombras Sallandrouze de Aubusson y Felletin.
Edmond Adam y Juliette Lamber, que se casaron en 1868, se instalaron allí, y la casa que fue bombardeada durante el golpe de Estado del 2 de diciembre de 1851 se convirtió entonces en el símbolo republicano de resistencia al Segundo Imperio . Juliette Adam está desarrollando allí un importante salón, que acoge en particular a Léon Gambetta . A partir de 1871-1872, este salón se convirtió en uno de los más importantes de la Tercera República, reuniendo a hombres de sensibilidad izquierdista. Habiendo roto con Gambetta, Juliette Adam cambió su salón, que se volvió menos político y atrajo a más financieros, soldados, académicos y, sobre todo, artistas. : compositores, Gounod, pintores, Léon Bonnat, poetas, novelistas, Pierre Loti. Este salón existió hasta 1887, cuando Juliette Adam se mudó al Boulevard Malesherbes.
A pesar de las modificaciones posteriores, en particular las barandillas de hierro fundido añadidas en el siglo XIX, es uno de los únicos ejemplos conservados de los hoteles que se construyeron en los bulevares parisinos con el Hôtel de Mercy-Argenteau.
Este edificio está catalogado como monumento histórico desde el 9 de enero de 1926.
Jean-Jacques Lequeu, delineante como arquitecto y empleado de Soufflot, « compuso la decoración y el mobiliario con el mismo espíritu piranesiano que los de Montgermont ».
El 23 de marzo de 2015, un « boceto de la sala de estar del lado del bulevar del hotel dibujado en 1785 por Soufflot a pluma, tinta negra, aguada gris y acuarela, se vendió por 35 280 euros.